# Macrosiphoniella chaetosiphon
Macrosiphoniella chaetosiphon är en insektsart. Macrosiphoniella chaetosiphon ingår i släktet Macrosiphoniella och familjen långrörsbladlöss. Inga underarter finns listade i Catalogue of Life.